# The Astronomical Journal
The Astronomical Journal (с англ. — «Астрономический журнал») — рецензируемый американский научный ежемесячник, выпускаемый с 1849 года. Принадлежит Американскому астрономическому обществу и публикуется IOP Publishing (до 2008 года — University of Chicago Press). Имеет импакт-фактор 4,024 на 2014 год.
Основан в 1849 году Бенджамином Гулдом, который был первым главным редактором издания вплоть до кончины в 1896 году. В период 1861—1886 годов журнал не выходил в связи с Гражданской войной и её последствиями. С 1909 года по 1941 год редакция располагалось в городе Олбани (штат Нью-Йорк), в том же 1941 году издание передано Американскому астрономическому обществу.
В январе 1998 года вышел первый номер журнала в электронном виде. Является одним из немногих изданий, в которых печатная и электронная версия полностью независимы друг от друга.

## Главные редакторы
- 1849—1861, 1886—1896 — Бенджамин Гулд
- 1896—1909 — Сет Чандлер
- 1909—1912 — Льюис Босс
- 1912—1941 — Бенджамин Босс[англ.]
- 1941—1966 — Дирк Брауэр (в том числе в 1959—1963 годах совместно с Харланом Смитом[англ.] и в 1965—1966 годах — с Джеральдом Клеменсом)
- 1966—1967 — Джеральд Клеменс
- 1967—1974 — Людвиг Вольтер[англ.] (в том числе совместно с Норманом Бейкером и Л. Б. Люси в нескольких последних выпусках)
- 1975—1983 — Норман Бейкер[англ.] (в том числе в 1975—1979 годах совместно с Л. Б. Люси)
- 1984—2004 — Пол Ходж[англ.]
- 2005—2015 — Джон Галлахер[англ.]